# Base aérienne de Coxyde
La base aérienne de Coxyde est une base aérienne de la composante air de l'armée belge située près de la ville belge de Coxyde dans la province de Flandre-Occidentale.
La base abritait notamment les célèbres hélicoptères de sauvetage en mer « Sea King » de la 40e Escadrille Héli.

## Histoire
Le premier aérodrome militaire fut créé à cet endroit par l'armée belge durant la Première Guerre mondiale sur des terrains agricoles de la ferme Ten Bogaerde qui sert de caserne.
Pendant l'occupation de la Belgique par les Allemands, de 1940 à 1944, le terrain est à nouveau occupé par la Luftwaffe qui entreprend la construction d'une piste en béton de 800 mètres orientée nord-ouest/sud-est. Subissant de lourds bombardements alliés entre la fin de 1943 et le début de 1944, le terrain est finalement abandonné par les Allemands entre le 9 et 10 juin 1944, non sans avoir été au préalable miné et complètement détruit.
La reconstruction de la base est entreprise par le Squadron 5012 de la Royal Air Force vers la fin de 1944. Le terrain retourne sous administration belge le 15 octobre 1946, date de la création de la Force aérienne belge.
Le 1er janvier 1948, l'école de chasse de la force aérienne belge est créée à Coxyde avec 14 Spitfire. Elle quittera Coxyde pour Brustem le 7 janvier 1957.
Le 13e Wing de chasse, toujours sur Spitfire, occupe brièvement la base de Coxyde : créé le 8 janvier 1957, il y est dissous dès le 1er juillet 1958.

## Escadrilles
- 40e Escadrille Héli
- Heli Flight Marine